# Milorad Peković
Milorad Peković (in serbo Милорад Пековић?; Nikšić, 5 agosto 1977) è un ex calciatore montenegrino, di ruolo centrocampista.

## Caratteristiche tecniche

### Giocatore
Incontrista, poteva agire anche da centrale.

## Carriera

### Giocatore
Cresciuto nelle giovanili dell'OFK Belgrado, viene aggregato alla prima squadra nel 1994, restandovi fino al 1999, anno del suo passaggio al Partizan. Con i nero-bianchi vince una Coppa di Serbia e Montenegro nella stagione 2000-2001, al termine della quale fa ritorno all'OFK. Nel 2002 passa in prestito all'Eintracht Treviri, che lo riscatta nel 2003. Resta nella squadra fino al 2005, quando passa al Mainz, dove rimane fino al 2010. Gli ultimi cinque anni della sua carriera li trascorre tra Greuther Fürth, Hansa Rostock e di nuovo Eintracht Treviri.

### Nazionale
Ha giocato complessivamente 18 partite con la nazionale Under-19 serbo-montenegrina e 34 partite con la nazionale montenegrina.

### Allenatore
Nel 2020 viene ingaggiato come allenatore del Podgorica. Tra il 2021 e il 2023 è vice allenatore dapprima del Čukarički e poi del CSKA Sofia. Dal 2023 allena il Dečić Tuzi.

## Palmarès

### Giocatore

#### Competizioni nazionali
- Coppa di Serbia e Montenegro: 1

Partizan: 2000-2001

### Allenatore

#### Competizioni nazionali
- Campionato montenegrino: 1

Dečić: 2023-2024